# Glomeremus falcifer
Glomeremus falcifer is een rechtvleugelig insect uit de familie Gryllacrididae. De wetenschappelijke naam van deze soort is voor het eerst geldig gepubliceerd in 1910 door Sjöstedt.